# ۱۱ محرم
۱۱ محرم، یازدهمین روز از ماه محرم در تقویم هجری قمری است.
در تقویم هجری قمری قراردادی این روز یازدهمین روز سال است.

## مناسبت‌ها
- روز تجلیل از اسرا و مفقودین (در ایران)

## درگذشتگان
- ۶۶۷ - شرف‌الدین رحبی، پزشک، ادیب، شاعر شامی.